# Julius Epstein
Julius Epstein (ur. 7 sierpnia 1832 w Zagrzebiu, zm. 1 marca 1926 w Wiedniu) – austriacki pianista i pedagog.

## Życiorys
Studia muzyczne odbył najpierw w Zagrzebiu u Ignaza Lichteneggera, później w Wiedniu u Antona Halma (fortepian) i Johanna Rufinatschy (kompozycja). W latach 1867–1901 był profesorem w Konserwatorium Wiedeńskim. Wykształcił wielu przyszłych pianistów, m.in. Marcelinę Sembrich-Kochańską, którą zachęcił do nauki śpiewu. Do jego uczniów należeli Gustav Mahler i Ignaz Brüll. Przyjaźnił się z Johannesem Brahmsem. W latach 1904–1914 mieszkał w Londynie, a 1914–1919 w Nowym Jorku. Jego synem był Richard Epstein.
Jako pianista preferował utwory klasyków wiedeńskich i wczesnych romantyków, w jego repertuarze znajdowały się dzieła Beethovena, Mendelssohna i Mozarta.